# Vermögensverteilung
Die Vermögensverteilung beschreibt in der Wirtschaftswissenschaft die Verteilung des Vermögens in regionaler, nationaler oder globaler Hinsicht. Zudem wird unterschieden zwischen der sektoralen Vermögensverteilung (welche die Wirtschaftsbereiche einer Volkswirtschaft untersucht) und der personalen Vermögensverteilung.
Die Vermögensverteilung ist national und weltweit ungleicher als die Einkommensverteilung. In den letzten Jahren hat die Vermögensungleichheit (Vermögensdisparität) in Deutschland, der Schweiz und in Österreich abgenommen. Zu beachten ist, dass bei der Berechnung der Vermögensverteilung nur Sach-, Geld- und Beteiligungsvermögen berücksichtigt werden und staatliche und private Pensionszusagen, die einen wesentlichen Stellenwert in der individuellen Vermögensbeurteilung haben, bei der Berechnung nicht berücksichtigt werden. Da ein großer Teil der Vermögen insbesondere von Superreichen kaum erfasst ist, ist die Vermögensungleichheit national wie international vermutlich höher, als es offizielle Zahlen darstellen.
Das Finanzvermögen von Firmen weltweit ist ebenfalls stark konzentriert. Ziel der Vermögenspolitik ist die Beeinflussung der personalen Vermögensverteilung.

## Grundlegende Unterscheidungen

### Sektorale Vermögensverteilung
Die sektorale Vermögensverteilung ist ein Ergebnis der Vermögensrechnung nach Wirtschaftssektoren, einer Nebenrechnung der Volkswirtschaftlichen Gesamtrechnung. Sie ermittelt die Verteilung des Gesamtvermögens einer Volkswirtschaft auf einzelne Wirtschaftssubjekte (Privathaushalte, Unternehmen und der Staat), Inländer und Ausländer und herab auf Wirtschaftszweige.

### Personale Vermögensverteilung
Die personale Vermögensverteilung behandelt die Verteilung des Vermögens auf einzelne Personen oder Personengruppen, gegliedert nach verschiedenen Kategorien. Eine über Fachkreise hinaus bekannte Veranschaulichung von Vermögens- oder Einkommensungleichheit ist Pen’s Parade. Der weitere Artikel befasst sich ausschließlich mit personaler Vermögensverteilung nach folgenden Aspekten:
- Die Gliederung nach Vermögensgrößenklassen (Vermögensschichtung) erfolgt üblicherweise dahingehend, dass die einzelnen Personen oder Haushalte je nach Höhe des Vermögens in Vermögensgrößenklassen eingeteilt werden. Vielfach werden vier, fünf oder zehn Klassen oder Quantile (Quartile, Quintile, Dezile) gebildet. In dem untersten Dezil befinden sich dann die 10 % der Haushalte mit dem geringsten individuellen Einkommen, im obersten die reichsten 10 %. Eine verbreitete graphische Darstellung ist die Lorenz-Kurve.

Die Gliederung nach Vermögensgrößenklassen zeigt, dass die Vermögen in der Praxis nicht gleich verteilt sind, sondern eine Vermögenskonzentration in den oberen Quantilen besteht. Diese Gliederung ist in Wissenschaft und Politik die überwiegend diskutierte Form. Diskutiert werden Ursachen dieser Ungleichverteilung, die Verteilungsgerechtigkeit und Möglichkeiten, diese (im Sinne einer stärkeren Gleichverteilung) zu beeinflussen.
- Eine Gliederung nach Alter, Generationen, (berufliche) Qualifikation und Geschlecht dient der Erklärung der Ursachen der Vermögensschichtung.
- Eine Gliederung nach Staaten und Regionen dient dem Vergleich unterschiedlicher Staaten, Regionen, Kulturkreise oder Wirtschaftssysteme im Hinblick auf Kapitalbildung, Kapitalflucht und Verteilungsgerechtigkeit. In der Regionalplanung und Regionalpolitik ist die Vermögensverteilung ein wesentlicher Parameter. Siehe auch die Liste der Länder nach Vermögensverteilung.
- Eine Gliederung nach Vermögensarten (z. B. Geldvermögen, Immobilienvermögen) dient der Analyse, welche Auswirkungen Phänomene wie Inflation, Wirtschaftswachstum oder Ähnliches auf die Vermögensverteilung haben.
- Eine Gliederung nach sozioökonomischen Gruppen (z. B. Selbstständige, Angestellte etc.) dient der Analyse soziologischer und ökonomischer Fragestellung wie beispielsweise der wirtschaftlichen Macht.[3]

### Definitionen
Das Vermögen einer natürlichen Person setzt sich aus den Gütern mit ökonomischen Wert zusammen, die die Person besitzt; deren Verteilung ist die Vermögensverteilung.
Das Einkommen dagegen bezeichnet den Zustrom von Gütern mit ökonomischen Wert in einem bestimmten Zeitraum; deren Verteilung ist die Einkommensverteilung.

### Verteilungsmaße
Die Ungleichheit einer Verteilung wird durch Ungleichverteilungsmaße angegeben. Am häufigsten wird hierfür der Gini-Koeffizient verwendet. Er wird als Zahl zwischen 0 und 1 angegeben. Ein Gini-Koeffizient von 1 repräsentiert die absolute Ungleichverteilung (1 Person besitzt alles, alle anderen nichts), 0 bedeutet eine absolute Gleichverteilung (alle Personen besitzen das gleiche Vermögen).
Ein anderes, einfaches Maß ist die Hoover-Ungleichverteilung, welche die Abweichung vom Mittelwert aller Vermögen beschreibt. Andere gebräuchliche Maße sind der Theil-Index und das Atkinson-Maß.

## Probleme der Erfassung von Vermögen
In der Untersuchung der Vermögensverteilung treten verschiedene methodische und statistische Probleme auf. Bestimmte Vermögenskomponenten lassen sich schwer erfassen. Eine genaue Auflistung der Sachwerte lässt sich nur schwer erreichen. Problematisch ist ebenfalls, dass es in Erhebungen und Umfragen schwierig ist, hohe Vermögen in einer Gesellschaft zu erfassen. Sehr hohe Vermögen sind zu einem erheblichen Anteil in Steueroasen versteckt. Institutionen wie das Tax Justice Network gehen davon aus, dass die Vermögensungleichheit in allen Gesellschaften ungleicher ist, als die bisherigen Untersuchungen ausweisen, weil in allen Studien über die wirtschaftliche Ungleichheit systematisch Vermögen und Einkommen der reichsten Menschen der Welt unterschätzt werden. (…) Wenn Vermögenswerte in einem Bankkonto, einem Treuhandverhältnis (Trust) oder einem Unternehmen offshore verborgen sind und die letztlichen Eigentümer oder Nutznießer der Erträge oder des Kapitals nicht identifiziert werden können, so werden diese Vermögenswerte und ihre Erträge in den Ungleichheitsstatistiken nicht gezählt. Fast alle diese verborgenen Vermögenswerte gehören den wohlhabendsten Privatpersonen der Welt. Daraus folgt, dass Ungleichheitsstatistiken, und zwar besonders am oberen Ende der Skala, das Problem unterschätzen.
Ein entscheidendes Problem ist die mangelnde Teilnahmebereitschaft in bestimmten Bevölkerungsgruppen bei einer Befragung. Ein weiteres Problem besteht darin, den Marktwert der meisten Vermögensgegenstände zu erfassen, insbesondere von vor längerer Zeit ererbten oder gekauften Sachwerten und auch bei Betriebsvermögen.
Als Vermögenskomponenten, die schwer schätzbar sind und daher oft außer Acht gelassen werden, werden Bodenschätze, Grund und Boden, Kunstwerke, Gebrauchsvermögen privater Haushalte, immaterielle Vermögenswerte wie Patente und Lizenzen, Arbeitsvermögen und Versorgungsvermögen (Rentenanwartschaften) genannt. Dies erschwert den internationalen Vergleich. Während beispielsweise die Altersvorsorge in den USA nach dem Prinzip der individuellen Kapitaldeckung basiert und dort als Vermögen gezählt wird, ist sie in Deutschland nach dem Umlageverfahren organisiert und die gesetzlichen Rentenanwartschaften gehen nicht in die Vermögensverteilung ein.

### Bedeutung von Offshore-Finanzplätzen
Das Vermögen in Offshore-Finanzplätzen ist extrem konzentriert auf wenige Vermögensgruppen: Etwa 80 % davon sind im Besitz der 0,1 % der reichsten Haushalte weltweit und etwa 50 % gehören den obersten 0,01 % der Haushalte.

## Weltweite Vermögensverteilung
Die Vermögen sind sehr viel ungleicher verteilt als die Einkommen. Die Ungleichheit hat in den letzten 20 bis 30 Jahren zugenommen.

### Globale Ungleichheit der erfassten, privaten Vermögen

#### Im Jahr 2000
(in Prozent pro Zehntel der erwachsenen Bevölkerung)
Einer Studie zufolge betrug im Jahr 2000 der Gini-Koeffizient weltweit 0,892. Demnach besaß das reichste Prozent der Weltbevölkerung 40 % des Weltvermögens. Die reichsten 10 % besaßen zusammen 85 % des Weltvermögens, die ärmeren 50 % zusammen nur 1 %. Der Ungleichheitswert von 0,892 entspricht annähernd einer Situation, in der von 100 Personen eine Person 90 % besitzt, während die anderen 99 Personen sich die übrigen 10 Prozent teilen.

#### Im Jahr 2014
Nach Berechnungen von Oxfam ist die Vermögenskonzentration sogar noch deutlich stärker. Nach Oxfams Berechnungen aus dem Jahr 2014 verfügen die reichsten 85 Menschen über denselben Reichtum wie die ärmere Hälfte der Erdbevölkerung zusammen. Nach dem Bericht verfügen diese 85 reichsten Menschen über ein Vermögen von 1 Billion Britische Pfund, was dem Vermögen der 3,5 Milliarden ärmsten Menschen entspricht. Das Vermögen des reichsten Prozent der Weltbevölkerung belaufe sich weiterhin auf insgesamt 60,88 Billionen Pfund.

#### Im Jahr 2016
Diese Konzentration habe sich zwischen 2014 und 2016 noch verstärkt. Im Jahr 2016 hatten die 62 reichsten Menschen gemeinsam so viel Vermögen wie die ärmere Hälfte der Weltbevölkerung. Als einen wichtigen Grund für die Zunahme der Konzentration nennt Oxfam Steueroasen.

#### Im Jahr 2019
Die reichsten 10 % der Bevölkerung aus 57 untersuchten Ländern besaßen zusammen rund 84 % von 146 Billionen Euro, dem gesamten Nettogeldvermögen. Das reichste ein Prozent der Bevölkerung besaß fast 44 % des Vermögens, bei einem durchschnittlichen Nettogeldvermögen pro Person von mehr als 1,2 Millionen Euro.

#### Im Jahr 2021
Das globale Vermögen betrug 2021 laut dem Global Wealth Report von Credit Suisse rund 464 Billionen US-Dollar. 1 % der Weltbevölkerung besaß 46 % des gesamten weltweiten Vermögens. Auf die reichsten 10 % entfielen 2021 etwa 82 % des weltweiten Vermögens. Um zu den reichsten 10 Prozent zu gehören, bedurfte es eines Vermögens von 124.876 €, um zu den reichsten 1 % der Weltbevölkerung zu gehören bedurfte es eines Vermögens von 893.338 €.
2021 gab es weltweit etwa 62,5 Millionen US-Dollar-Millionäre (davon 2,5 Millionen aus Deutschland). Zusammen verfügten diese 62,5 Mio. Millionäre (1,2 % der erwachsenen Weltbevölkerung) über 221,7 Billionen US-Dollar. Dies entsprach fast der Hälfte des gesamten Vermögens auf der Welt.

#### Im Jahr 2023
2023 gab es 2.640 US-Dollar-Milliardäre. Sie hielten zusammen ein Vermögen von ca. 12,2 Billionen US-Dollar. Damit besaßen sie mehr als 2-mal so viel wie die ärmere Hälfte der Weltbevölkerung (etwa 3,5 Milliarden Menschen) zusammengenommen.

### Ungleichheit des Finanzvermögens inklusive des versteckten Vermögens

Konzentration des weltweiten Finanzvermögens (2010): Etwa 0,1 % der Personen besitzen über 80 % des Finanzvermögens.

Nach Ansicht zahlreicher Ökonomen ist die Ungleichverteilung der Vermögen auf nationaler wie weltweiter Ebene deutlich höher als die meisten Untersuchungen angeben, weil ein großer Teil der Vermögen nicht berücksichtigt wird.
Das Tax Justice Network bezieht auf Basis von Daten der UN, der Weltbank und Capgemini in einer Untersuchung das in Offshore-Finanzplätzen versteckte Vermögen mit ein. Das Ergebnis: Die auch nach offiziellen Zahlen hohe Ungleichverteilung der Vermögen ist noch deutlich ungleicher.

„Weniger als 100 000 Menschen, also 0,001 % der Weltbevölkerung, [kontrollieren] mehr als 30 % des weltweiten Finanzvermögens.“

Das rechts stehende Kreisdiagramm zeigt die starke Konzentration allein des Finanzvermögens für 2010. Die reichsten 0,001 %, etwa 90 000 Personen, besitzen etwa 30 % des Finanzvermögens. Die zweiten 0,01 %, etwa 800 000 Personen, besitzen weitere 19 %. Die dritten 0,1 %, 8 Millionen Personen besitzen weitere 32 %. 99,9 % der Menschen, über 6 Milliarden Personen, teilen sich die restlichen 19 %. Demnach besitzen weniger als 9 Millionen Menschen, etwa 0,1 % der Weltbevölkerung über 80 % des weltweiten Finanzvermögens.

### Auswirkungen der Corona-Pandemie
Laut Oxfam verschärfte die Corona-Pandemie die soziale Ungleichheit weltweit. Während zwischen März 2020 und November 2021 mehr als 160 Millionen Menschen zusätzlich in Armut lebten, habe sich das Vermögen der zehn reichsten Milliardäre in diesem Zeitraum verdoppelt. Demnach sei das Vermögen der Milliardäre während der Pandemie stärker als in den gesamten 14 Jahren zuvor gestiegen. Für Milliardäre gleiche die Pandemie einem „Goldrausch“.
Die Financial Times kam zusammen mit Morgan Stanley zu einem ähnlichen Ergebnis. So konnten Milliardäre weltweit ihre Vermögen im Jahr 2020 um fünf Billionen Dollar auf 13 Billionen Dollar erhöhen und die Anzahl der Milliardäre stieg von 2.000 auf 2.700. Aufgrund dessen bewertete Marcel Fratzscher dieses Jahr „für die Hochvermögenden [als] das finanziell erfolgreichste Jahr in der Menschheitsgeschichte“.

## Vermögensverteilung nach Regionen

### Anzahl und Verteilung der Dollarmillionäre
Die Anzahl der weltweit vorhandenen Dollarmillionäre – gemessen am Nettovermögen in US-$ – wird regelmäßig im World Wealth Report dokumentiert. Die Ergebnisse für das Jahr 2007:

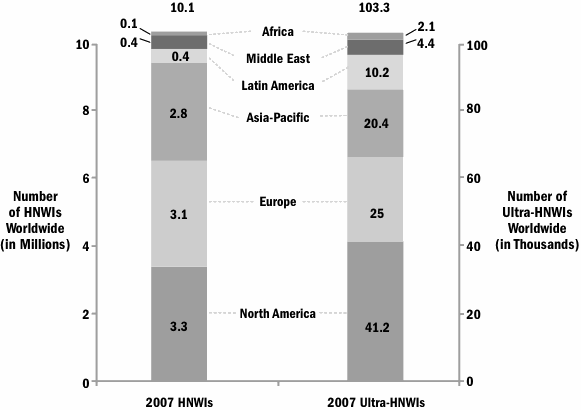
Die Anzahl der Millionäre als Säulendiagramm

| 2021                                                      | weltweit | Afrika | Indien | Latein-amerika | China | Asien-Pazifik | Europa | Nord-amerika |
| --------------------------------------------------------- | -------- | ------ | ------ | -------------- | ----- | ------------- | ------ | ------------ |
| Anzahl Vermögensmillionäre (in Mio.)                      | 62,5     | 0,4    | 0,8    | 0,9            | 6,2   | 10,6          | 16,7   | 26,8         |
| Summierte Vermögenswerte (in Bill. $)                     | 157,7    | 2,6    | 5,8    | 4,9            | 26,0  | 31,6          | 31,9   | 54,9         |
| Anzahl Superreiche (in Tausend) (Vermögen über 50 Mio. $) | 180,0    | 0,9    | 3,0    | 2,7            | 20,0  | 18,6          | 27,3   | 107,2        |

### Verteilung von privatem Vermögen nach globalen Gebieten
Anteile verschiedener Gebiete an der Weltbevölkerung und am globalen privaten Vermögen im Jahr 2000 (in Prozent)
(*) LA. = Lateinamerika (Südamerika und Zentralamerika) (**) Reiches Asien = hier im Wesentlichen Japan, Südkorea, Taiwan, Australien, Neuseeland

### Vermögensverteilung innerhalb der EU-Staaten
Die folgende Tabelle stellt die Vermögensverteilung im Euroraum für das Jahr 2019 nach einer Erhebung der Credit Suisse dar. Ein hoher Gini-Koeffizient sowie ein im Vergleich zum Durchschnittsvermögen geringes Mittleres Vermögen ist ein Hinweis auf eine möglicherweise hohe Ungleichverteilung der Vermögen im jeweiligen Land.
| Land         | Mittleres Vermögen in US$ | Durchschnittsvermögen in US$ | Gini-Koeffizient in % |
| ------------ | ------------------------- | ---------------------------- | --------------------- |
| Belgien      | 117.093                   | 246.135                      | 60,3                  |
| Deutschland  | 35.313                    | 216.654                      | 81,6                  |
| Estland      | 24.915                    | 78.458                       | 71,6                  |
| Finnland     | 55.532                    | 183.124                      | 74,2                  |
| Frankreich   | 101.942                   | 276.121                      | 69,6                  |
| Griechenland | 40.000                    | 96.110                       | 65,4                  |
| Irland       | 104.842                   | 272.310                      | 79,6                  |
| Italien      | 91.889                    | 234.139                      | 66,9                  |
| Lettland     | 13.348                    | 60.347                       | 78,9                  |
| Litauen      | 22.261                    | 50.254                       | 66,3                  |
| Luxemburg    | 139.789                   | 358.003                      | 67,0                  |
| Malta        | 76.016                    | 143.566                      | 64,0                  |
| Niederlande  | 31.057                    | 279.077                      | 90,2                  |
| Österreich   | 94.070                    | 274.919                      | 73,9                  |
| Portugal     | 44.025                    | 131.088                      | 69,2                  |
| Slowakei     | 40.432                    | 66.171                       | 49,8                  |
| Slowenien    | 50.380                    | 122.508                      | 66,2                  |
| Spanien      | 95.360                    | 207.531                      | 69,4                  |
| Zypern       | 28.803                    | 116.207                      | 80,1                  |

### Vermögensverteilung in Deutschland
Im internationalen Vergleich nimmt Deutschland eine mittlere, innerhalb des Euroraums allerdings die zweithöchste Position bei der Vermögensungleichheit ein (2012). Nach der Jahrtausendwende bzw. seit Mitte der 90er Jahre verstärkte sich die Ungleichheit.
2007 besaßen (nach vertiefter Berechnung von 2011 des DIW bei Berücksichtigung der Topvermögen) die reichsten 10 % der Bevölkerung ab 17 Jahre 66,6 % des Gesamtvermögens, die reichsten 0,1 % (etwa 70.000 Personen) mit 1.627 Milliarden Euro 22,5 % des Gesamtvermögens. Die ärmere Hälfte der Bevölkerung (etwa 35 Mio. Personen) besaß mit 103 Milliarden Euro dagegen nur 1,4 % des Gesamtvermögens und damit weniger als die zehn reichsten Deutschen im selben Jahr (113,7 Milliarden). Der Gini-Index der Vermögensverteilung stieg 2007 im Vergleich zur Voruntersuchung von 2002 an. Nach der 2014 veröffentlichten, auf SOEP-Daten basierenden Untersuchung des DIW besaßen 2012 in Deutschland die ärmeren 27,6 % der Bevölkerung nichts oder hatten mehr Schulden als Vermögen. Der Gini-Koeffizient der Vermögensungleichheit lag 2012 bei 0,78 – hierbei sind allerdings Top-Vermögen nicht erfasst. Aufgrund der nur wenigen vorhandenen Daten zu besonders hohen Vermögen geht das DIW davon aus, dass die reale Vermögensungleichheit mit großer Wahrscheinlichkeit deutlich größer ist, als in der Untersuchung erfasst wurde.

### Vermögensverteilung in Österreich
Die Österreichische Nationalbank stellte für 2010 eine ausgeprägte Ungleichheit der Verteilung der Nettovermögen in Österreich fest. Die reichsten 5 Prozent besaßen etwa 45 % des Vermögens, die ärmeren 50 % etwa 4 Prozent. Renten und Pensionen sind dabei nicht berücksichtigt.

### Vermögensverteilung in der Schweiz
In der Schweiz stieg der Anteil des Vermögens, den das reichste Prozent der Bevölkerung besitzt, von 36 % in 2003 auf 42 % in 2016.
Gemäss einer Statistik der Eidgenössischen Steuerverwaltung war die Vermögensverteilung der natürlichen Personen in der Schweiz 2021 wie folgt:
| Stufen des Reinvermögens in 1.000 Fr. | Steuerpflichtige, % | Reinvermögen, % |
| ------------------------------------- | ------------------- | --------------- |
| 0                                     | 22,02               | 0               |
| >0–50                                 | 30                  | 1,18            |
| >50–100                               | 9,89                | 1,64            |
| >100–200                              | 10,22               | 3,37            |
| >200–500                              | 13,16               | 9,74            |
| >500–1.000                            | 7,55                | 12,12           |
| >1.000–2.000                          | 4,12                | 12,96           |
| >2.000–3.000                          | 1,21                | 6,71            |
| >3.000–5.000                          | 0,87                | 7,53            |
| >5.000–10.000                         | 0,55                | 8,68            |
| >10.000                               | 0,39                | 36,08           |

Zusammengefasst hatten 22 % der Steuerpflichtigen überhaupt kein Vermögen, 63,5 % hatten ein Vermögen bis 500.000 Fr, was 16 % des gesamten Reinvermögens entsprach, 7,5 % hatten ein Vermögen zwischen 500.000 und 1 Million Fr., was 12 % des Reinvermögens entsprach, und 7 % hatten ein Vermögen über 1 Million Fr., was 72 % des Reinvermögens entsprach, die Hälfte davon, 36 %, gehörte den obersten 0,4 %. Das gesamte Reinvermögen belief sich auf 2,445 Billionen Fr.

### Vermögensverteilung in den USA
Die obersten 1 % der amerikanischen Haushalte kontrollierten 2019 nach Angaben der Federal Reserve mehr als die Hälfte des Eigenkapitals von US-Unternehmen. Diese Reichsten hatten im zweiten Quartal ein Vermögen von etwa 35,4 Billionen US-Dollar und besaßen damit nur knapp weniger als die 36,9 Billionen US-Dollar, die das 50. bis 90. Perzentil der Amerikaner besaß. Die unteren 50 % der Bevölkerung besaßen 7,5 Billionen US-Dollar.

### Vergleich der Vermögensverteilung der Länder weltweit
Weltweit variiert der Gini-Koeffizient für das Jahr 2019 in den einzelnen Ländern zwischen 49,8 % und 90,2 % zumeist zwischen 62,7 % und 79,9 %. Vergleiche hierzu die Liste der Länder nach Vermögensverteilung.

## Konzentration des Finanzvermögens von Firmen
Im Jahr 2007 kontrollierten 147 Konzerne etwa 40 % des weltweiten Finanzvermögens aller internationalen Firmen.

## Ursachen ungleicher Vermögensverteilung und Vermögenskonzentration

### Allgemeine Grundlagen für Vermögensaufbau
Für die Ungleichheit der Vermögensverteilung spielen das ererbte Vermögen, der Lebenszyklus und die persönlichen Fähigkeiten die wesentliche Rolle.
Lebenszyklus bedeutet, dass die Vermögensbildung ein Prozess ist, der üblicherweise in Phasen abläuft. Während der Ausbildungsphase besteht in vielen Fällen wenig bis keine Vermögen, während des Arbeitslebens kann das Vermögen ansteigen und im Rentenalter sinkt das Vermögen oft durch Vermögensübertragungen an die nächste Generation. Dabei ist die Voraussetzung überhaupt Vermögen aufzubauen und anzusparen, natürlicherweise direkt an die Einkommenssituation gekoppelt.
Die Höhe der (formalen) Qualifikation, die berufliche Stellung und das Einkommen sind weitere wichtige Determinanten für den Vermögensaufbau.

### Vermögensaufbau speziell in hohen Einkommensbereichen
Die drei letztgenannten Faktoren spielen jedoch besonders in den sehr hohen Einkommensbereichen nur noch eine untergeordnete, wenn nicht gar vernachlässigbare Rolle. Ein weiterer wichtiger Faktor sind die Erbschaften und Schenkungen. Nach Thomas Pikettys Capital in the Twenty-First Century war dies in der Geschichte zumeist der wichtigste Grund für eine Vermögenskonzentration im Kapitalismus, da das Zinseinkommen aus Vermögen seit 1800 um ein Vielfaches rentabler gewesen ist als das Einkommen aus Erwerbsarbeit.
Insbesondere im Bereich sehr hoher Vermögenskonzentration spielt die geringe Besteuerung von Zinseinkommen und Erbschaften, bzw. Nichtbesteuerung von Vermögen bei weitem die Hauptrolle:

„Das Kapital, das geringer besteuert wird als die Arbeit, verwendet für die Konsolidierung seiner politischen Stützen einen Teil des Geldes, das es deren politischen Entscheidungen verdankt: der kulanten Besteuerung; der Rettung der großen Banken, nachdem die kleinen Sparer als Geiseln genommen wurden; dem Druck auf die Masse der Bevölkerung, um die Gläubiger zu entschädigen; den Staatsschulden, die für die Reichen zusätzliche Gelegenheiten zur Geldanlage (und zusätzliche Druckmittel) bedeuten.“

### Vermögenskonzentration durch den Zinseszinseffekt

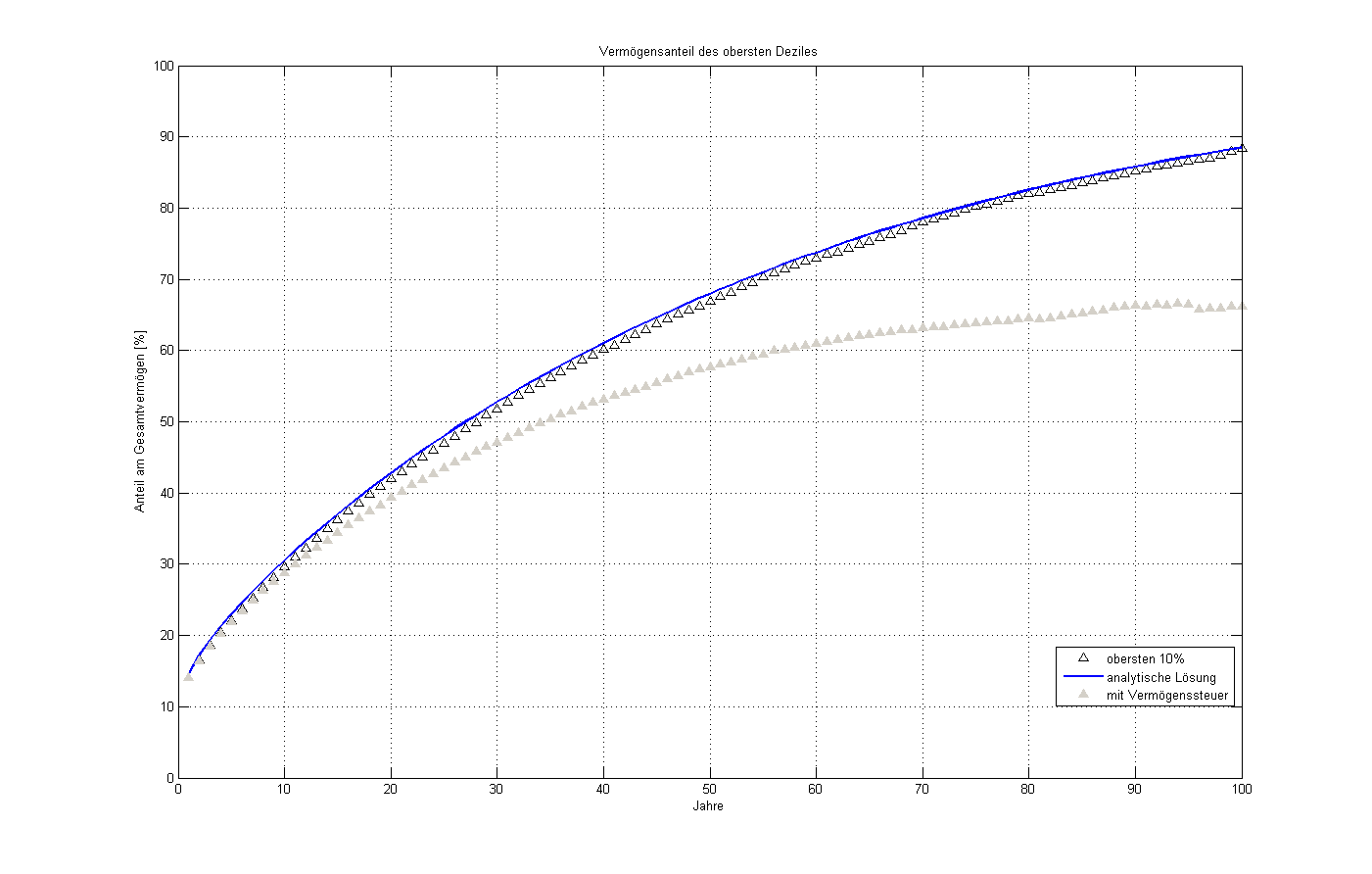
Lösung des Fargione-Integrals und Simulation der Vermögenskonzentration in einer Population von 100.000 Individuen ohne (schwarz) und mit Vermögenssteuern (grau). (=5 %, =0,3). Die blaue Linie zeigt die analytische Lösung für die Vermögenskonzentration des obersten Dezils. Die Konzentration strebt dann gegen 100 %. Das bedeutet, dass mit der Zeit ein immer kleiner werdender Prozentsatz von Reichen immer mehr besitzt. Wenn hingegen Vermögenssteuern (hier 3 % für die reichsten 10 %) erhoben werden, konvergiert die Vermögenskonzentration gegen einen Wert unter 100 %.

Joseph Fargione u. a. zeigten 2011, aufbauend auf Arbeiten von Mandelbrot, Stiglitz und Champernowne sowie Theorien zur zufälligen Entwicklung von Ökosystemen, dass sich die Akkumulation von Vermögen mathematisch als sehr einfacher Prozess modellieren lässt, bei dem auf das bereits vorhandene Vermögen zufällige normalverteilte Renditen ausgeschüttet werden (Zinsen auf die Kapitalanlagen) (In Wirklichkeit ist die Verteilung leicht abweichend, spielt aber in den praktischen Auswirkungen auf die Vermögenskonzentration keine große Rolle). Er zeigte, dass durch den Zufall in Kombination mit dem Zinseszins ein Konzentrationsprozess in Gang kommt, der zu einer logarithmisch-normalverteilten Vermögensverteilung führt. Damit konnte er sowohl die Entstehung der Vermögensverteilung erklären als auch bestehende Vermögensverteilungen mit diesem Modell besser charakterisieren als mit der für diese Zwecke häufig genutzten Pareto-Verteilung. Sein Modell zeigt auf einfache Weise, dass sich ohne äußere Eingriffe wie die Anwendung von Vermögens- und Erbschaftssteuern mit der Zeit das gesamte verfügbare Vermögen auf immer weniger Personen konzentriert. Ursächlich dafür ist das unbeschränkte Anwachsen der Streuung der Verteilung in Kombination mit dem Zinseszinseffekt, der eine Verschiebung des Vermögens zur Spitze der Population bewirkt. Diese Verschiebung wird durch das Anwachsen der Streuung mit der Zeit immer größer, wodurch der Vermögenskonzentration praktisch keinerlei Grenzen gesetzt sind.
Führt man in diesem Prozess jedoch eine jährlich wiederkehrende Vermögenssteuer ein, so kann die Streuung nicht mehr unbegrenzt anwachsen. Mit steigendem Vermögen wird es dann nämlich immer unwahrscheinlicher, dass die normalverteilte Rendite höhere Vermögenzuwächse ermöglicht, als durch eine feststehende Vermögenssteuer zu zahlen ist. Dadurch konvergiert die Streuung der Vermögen gegen einen Grenzwert. Durch die Beschränkung des Wachstums der Streuung stellt sich eine zeitlich konstante Vermögensverteilung ein. Die statistisch beobachtbare Vermögensverteilung ist also prinzipiell eine beeinflussbare Größe. Die Höhe und Breite der Anwendung einer Vermögenssteuer entscheidet demnach direkt darüber, welches Maß an Ungleichverteilung die Vermögen überhaupt annehmen können und in welchem Verhältnis die akkumulierten Vermögen der einzelnen Gesellschaftsgruppen zueinander stehen.

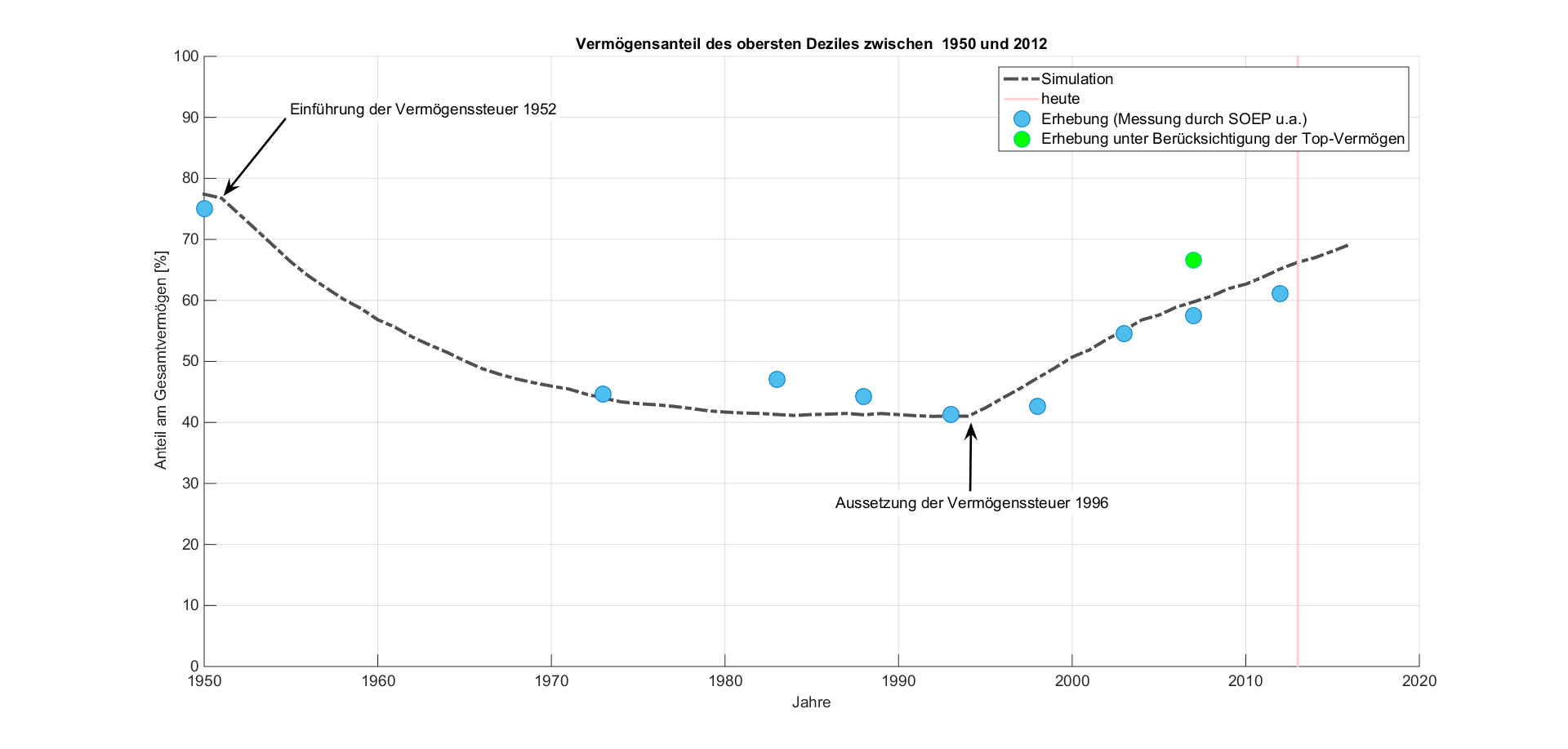
Beobachtete und nach der Theorie von Fargione simulierte Entwicklung der Vermögensverteilung in Deutschland zwischen 1950 und 2012

Eine Simulation der Vermögensverteilung über die Vermögensverteilung in der Bundesrepublik Deutschland zeigt demnach auch eine sehr gute Übereinstimmung mit den beobachteten Vermögensverteilungen.
Vor dem Hintergrund der Erkenntnisse Fargiones sind daher alle vorgenannten Ursachen plausibel. Innerhalb der Gesellschaft entscheiden persönliche Merkmale und Fähigkeiten über den individuell erzielbaren Anteil am Gesamtvermögen. Über die erzielbaren Vermögensanteile der einzelnen gesellschaftlichen Gruppen entscheiden jedoch gesellschaftliche Rahmengrößen, insbesondere die Höhe und Bemessungsgrundlage der Vermögenssteuer, der Erbschaftssteuer und der Steuern auf Zinseinkommen.

## Folgen
Nach Einschätzung der OECD ist die Ungleichverteilung Hemmnis für makroökonomisches Wachstums und könne zu einer Bedrohung für die Demokratie werden.

## Vermögensmobilität
Vermögensmobilität bedeutet im Zusammenhang mit Vermögensverteilung, dass sich die Vermögensposition des Einzelnen im Vergleich zur gesamten betrachteten Personenmenge im Laufe des Lebens deutlich ändert. Der wichtigste Grund hierfür ist der Lebenszyklus. Von den Personen, die im Jahr 2002 im ärmsten Zehntel lagen, gehörten 5 Jahre später nur noch 33 % dem ärmsten Zehntel an, zwei Drittel hatten ihre Vermögensposition verbessert. Aus dem fünften Zehntel stiegen 77 % auf. Lediglich im reichsten Zehntel ist die Vermögensmobilität nach unten gering. So blieben 62 % derjenigen, die 2002 dort eingeordnet waren auch 2007 dort.

## Gerechtigkeitsdiskussion
Neben der Frage, wie die Vermögen verteilt sind, berührt die Diskussion der Vermögensverteilung oft die Frage, wie die Vermögen verteilt sein sollten. Dies behandelt die Diskussion der Verteilungsgerechtigkeit, in der neben der Einkommensverteilung auch die Vermögensverteilung Thema ist. Die Bewertung einer konkreten Verteilung als gerecht oder ungerecht ist entsprechend immer auch ein politisches Urteil. Dafür, dass ein solches Urteil überhaupt erst möglich ist, müssen zunächst alle anderen Bedingungen außer dem Vermögen vergleichbar sein. Besitzt beispielsweise ein 17-jähriger Schüler kein Vermögen und ein 50-jähriger Arbeitnehmer ein Vermögen von 100.000 Euro, so liegt eine Vermögensungleichheit vor. Aus dieser Ungleichheit folge aber nicht zwingend eine Ungerechtigkeit. Um ein sinnvolles Maß für Ungerechtigkeit zu erhalten, muss daher die (statistische) Disparität in zwei Komponenten zerlegt werden:
- Einerseits die sachlich begründete Ungleichheit (unterschiedliches Alter, Einkommen, Sparneigung etc.), die keine Ungerechtigkeit darstellt
- Andererseits die restliche Ungleichheit (die dann für eine Vermögenspolitik relevant ist)

Was sachlich begründet ist, kann hierbei ebenfalls strittig sein. Außerdem kann es schwierig sein, statistische Daten in der wünschenswerten Feinheit zu erhalten.
Der US-amerikanische Wirtschaftswissenschaftler Morton Paglin schlug daher vor, sich auf das Alter (leicht zu erheben und unstrittig ein nicht gerechtigkeitsrelevanter Aspekt) zu konzentrieren. Während die Ungleichheit sich graphisch als die Fläche zwischen der Gleichheitsgrade (G) und der Lorenz-Kurve (L) darstellen lässt, führt Paglin eine Alters-Lorenzkurve (A) ein, die die Vermögensverteilung korrigiert um den Lebenszykluseffekt darstellt. Diese liegt weitaus näher an der Gleichheitsgerade. Die weitaus geringere Fläche zwischen G und A statt G und L beschreibt den Teil der Ungleichverteilung, der nicht allein durch den Lebenszyklus „erklärt“ werden kann.
Die Gerechtigkeitsdiskussion hat auch einen wohlfahrtstheoretischen Aspekt: Der gesamtwirtschaftliche Nutzen (die Soziale Wohlfahrtsfunktion) ist die Summe der Nutzen der einzelnen Wirtschaftsteilnehmer. Bei gleichen Nutzenfunktion aller Wirtschaftsteilnehmer und gegebenen Gesamteinkommen sei die gesellschaftliche Wohlfahrt bei exakter Gleichverteilung maximal. Grund sei, dass der Grenznutzen sinkt. Ein Besitzloser steigere seinen Nutzen durch eine Besitzübertragung stärker, als der Nutzen des Gebers sinkt. Aus dieser Idee folge, dass eine gleichverteilte Vermögensverteilung auch ökonomisch vorteilhaft wäre. Diese Vorstellung wird in der Ökonomie weitaus überwiegend nicht geteilt. Die Voraussetzungen sind nicht gegeben: Weder ist die Nutzenfunktion aller Wirtschaftsteilnehmer gleich noch ist das Gesamteinkommen gegeben.

## Historische Entwicklung
In vorindustrieller Zeit waren Grund und Boden der wesentliche Vermögensgegenstand. Dessen ungleiche Verteilung führte schon im Altertum (z. B. die Gracchische Reform) zu Versuchen von Landreformen. Das Maß der Ungleichverteilung des Vermögens war regional sehr unterschiedlich. Während in Siedlungskolonien oder in Deutschland östlich der Elbe Großgrundbesitzer vorherrschten und die Landverteilung extrem ungleich war, war die Landverteilung im Rheinland wesentlich gleichmäßiger.
1882 wurde im Deutschen Reich folgende Verteilung der Grundstücksgröße landwirtschaftlicher Betriebe erhoben.
| Gebiet           | Fläche     | <1 ha | 1 – 10 ha | 10 – 100 ha | >100 ha |
| ---------------- | ---------- | ----- | --------- | ----------- | ------- |
| Deutsches Reich  | 5276344 ha | 2,4 % | 25,6 %    | 47,6 %      | 24,4 %  |
| Elsaß-Lothringen | 233866 ha  | 5,0 % | 51,8 %    | 35,9 %      | 7,3 %   |
| Bayern           | 681521 ha  | 1,6 % | 35,6 %    | 60,5 %      | 2,3 %   |
| Ostpreußen       | 188179 ha  | 1,0 % | 9,3 %     | 51,1 %      | 38,6 %  |
| Westpreußen      | 134026 ha  | 1,3 % | 9,1 %     | 42,5 %      | 47,1 %  |
| Pommern          | 169275 ha  | 1,3 % | 10,1 %    | 31,2 %      | 57,4 %  |

Mit dem Beginn der Industrialisierung stieg die Bedeutung des Nicht-Immobilienvermögens langsam und es ergab sich eine Spaltung Stadt gegen Land. Während auch die armen Bewohner auf dem Land vielfach über kleine Landflächen, einen Garten oder ein Haus verfügten, entstand in den Städten ein Proletariat vermögensloser Arbeiter. Mitte des 19. Jahrhunderts bestand in Deutschland eine Oberschicht aus Großbürgertum in der Stadt und Adel auf dem Land, die 5 % der Bevölkerung ausmachten und den weitaus überwiegenden Anteil des Vermögens besaßen. Etwa 40 % gehörten als Kleinbauern oder Selbstständige dem Mittelstand an und verfügten über kleine Vermögen. 55 % der Bevölkerung verfügten über geringe oder keine Vermögen.
Aussagekräftige statistische Zahlen liegen aus der Zeit ab etwa 1890 vor. Die Vermögenssteuerstatistiken des deutschen Reiches weisen aus, dass 7,5 % der Bevölkerung über ein Vermögen größer als 20.000 Mark verfügten (und 90 % der Vermögenssteuer zahlten), weitere 7,5 % der Bevölkerung besaßen zwischen 6.000 und 20.000 Mark (und zahlten 10 %). 85 % verfügten über kein oder nur geringe Vermögen.

## Belege
1. ↑  USB Global Wealth Report 2024. (PDF; 2,8 MB) In: ubs.com. UBS Group AG, 1. September 2024, abgerufen am 1. Oktober 2024 (englisch).
2. ↑  Matthäus Kattinger: Umverteilungsstreit in Österreich: Ein Klassenkampf mit schlechten Karten. In: Neue Zürcher Zeitung. 6. März 2015, abgerufen am 15. März 2025.
3. 1 2  Dieter Brümmerhoff, Heinrich Lützel: Lexikon der Volkswirtschaftlichen Gesamtrechnung. 1994, ISBN 3-486-22028-4, S. 404–407.
4. ↑  Manchmal werden auch Zahlen zwischen 0 und 100 verwendet.
5. 1 2  Joachim R. Frick, Markus M. Grabka: Gestiegene Vermögensungleichheit in Deutschland. (PDF; 276 kB). In: Wochenbericht des DIW Berlin. Nr. 4/2009, S. 58.
6. ↑  Nicholas Shaxson, John Christensen, Nick Mathiason: Ungleichheit: Mehr als die Hälfte bleibt im Verborgenen (Oder warum die Ungleichheit größer ist als wir dachten). (PDF; 658 kB) auf: taxjustice.net, 2012, S. 1.
7. ↑   Joachim R. Frick, Markus M. Grabka, Richard Hauser: Die Verteilung der Vermögen in Deutschland – Empirische Analysen für Personen und Haushalte. Berlin 2010, S. 14.
8. ↑  Joachim R. Frick, Markus M. Grabka: Gestiegene Vermögensungleichheit in Deutschland. (PDF; 276 kB). In: Wochenbericht des DIW Berlin. Nr. 4/2009, S. 59.
9. ↑  Dieter Brümmerhoff, Heinrich Lützel: Lexikon der Volkswirtschaftlichen Gesamtrechnung. 1994, ISBN 3-486-22028-4, S. 405.
10. ↑  Annette Alstadsæter, Niels Johannesen, Gabriel Zucman: Who Owns the Wealth in Tax Havens? Macro Evidence and Implications for Global Inequality. w23805. National Bureau of Economic Research, 11. September 2017 (nber.org [abgerufen am 19. Februar 2021]).
11. ↑  James B. Davies, Susanna Sandström, Anthony F. Shorrocks, Edward N. Wolff: Estimating the World Distribution of Household Wealth. (Memento vom 2. Dezember 2020 im Internet Archive; PDF; 16 kB) Untersuchung des International Association for Research in Income and Wealth (englisch).
12. 1 2 3  World Institute for Development Economics Research (UNI-WIDER): Pioneering Study Shows Richest Two Percent Own Half World Wealth (Memento vom 23. Dezember 2012 im Internet Archive), Dezember 2006 (englisch).
13. ↑  James B. Davies, Susanna Sandström, Anthony Shorrocks, Edward N. Wolff: The World Distribution of Household Wealth (Memento vom 23. Oktober 2012 im Internet Archive; PDF; 590 kB). Discussion Paper No. 2008/03, Februar 2008, S. 7 (englisch).
14. ↑  Oxfam: 85 richest people as wealthy as poorest half of the world. In: The Guardian. 20. Januar 2014.
15. ↑  World’s 85 richest people have as much as poorest 3.5 billion: Oxfam warns Davos of ‘pernicious impact’ of the widening wealth gap. In: The Independent. 20. Januar 2014.
16. ↑  62 Superreiche besitzen so viel wie die Hälfte der Weltbevölkerung. Nachricht vom 18. Januar 2016.
17. ↑  manager magazin: Corona-Krise vergrößert Ungleichheit zwischen Arm und Reich – manager magazin – Finanzen. Abgerufen am 25. September 2020.
18. 1 2  Global Wealth Report 2022 (Memento vom 15. April 2023 im Internet Archive; PDF; 455 kB). Credit Suisse Research Institute, 2022. Abgerufen am 19. Juni 2023 (englisch).
19. ↑  Chancel, L., Piketty, T., Saez, E., Zucman, G. et al.: World Inequality Report 2022. 2021, abgerufen am 13. Juli 2023.
20. ↑  Forbes World’s Billionaires List. In: forbes.com. Abgerufen am 15. Juli 2023 (englisch).
21. ↑  Revealed: global super rich has at least $21 trillion hidden in secret tax have. (PDF; 0,8 MB) auf: taxjustice.net
22. ↑  So unter anderem Thomas Piketty, Sam Pizzigati, Milorad Kovacevic, Branko Milanovic, Martin Ravallion, Stewart Lansley, Kevin Watkins. Vgl. Nicholas Shaxson, John Christensen, Nick Mathiason: Ungleichheit: Mehr als die Hälfte bleibt im Verborgenen (Oder warum die Ungleichheit größer ist als wir dachten). (PDF; 658 kB) auf: taxjustice.net, 2012, S. 2.
23. ↑  Neue Erkenntnisse zum Preis des Offshore-Bankings: Zentrale Punkte. (PDF; 0,1 MB) auf: taxjustice.net S. 2.
24. ↑  Revealed: global super rich has at least $21 trillion hidden in secret tax have. (PDF; 0,8 MB) auf: taxjustice.net.
25. ↑  tagesschau.de: Oxfam: "Für Milliardäre gleicht Pandemie einem Goldrausch". Abgerufen am 19. Januar 2022.
26. ↑  Oxfam-Bericht: Vermögen der zehn Reichsten verdoppelt sich während der Pandemie. In: Die Zeit. 17. Januar 2022, abgerufen am 19. Januar 2022.
27. ↑  Ruchir Sharma: The billionaire boom: how the super-rich soaked up Covid cash. In: Financial Times. 14. Mai 2021 (ft.com [abgerufen am 24. Januar 2022]).
28. ↑  Marcel Fratzscher: Vermögenskonzentration: Milliardäre sind die Pandemiegewinner. In: Die Zeit. 20. Mai 2021, abgerufen am 24. Januar 2022.
29. ↑  World Wealth Report 2008. (Memento vom 7. Januar 2013 im Internet Archive; PDF; 2,5 MB) oder als Download [World Wealth Report 2008 World Wealth Report 2008] (PDF, noscript notwendig) Zugriff am 24. Jänner 2013 (englisch).
30. ↑  Global Wealth Databook 2022. Abgerufen am 16. Juli 2023.
31. ↑  Global Wealth Databook 2019. (PDF; 6,6 MB) Credit Suisse Group AG – Research Institute, Oktober 2019, S. 117–120, abgerufen am 9. November 2020 (englisch).
32. ↑  Stefan Ruhkamp: Notenbankbericht: Daten über Reichtum erst nach Zypern-Rettung. In: faz.net. 2013.
33. ↑  Joachim R. Frick, Markus M. Grabka: Gestiegene Vermögensungleichheit in Deutschland. (PDF; 276 kB). In: DIW Wochenbericht. Nr. 4/2009, S. 59, Fußnote 10.
34. ↑  Vgl. E. Sierminska, A. Brandolini, T. Smeeding: Comparing Wealth Distribution across Rich Countries: First Results from the Luxembourg Wealth Study. Luxembourg Wealth Study Working Paper Series, Working Paper No. 1, 2006.
35. ↑  Stefan Bach: Einkommens- und Vermögensverteilung in Deutschland. auf der Webseite der Bundeszentrale für politische Bildung, 2013.
36. ↑  Stefan Bach, Martin Beznoska, Viktor Steiner: A Wealth Tax on the Rich to Bring down Public Debt? (PDF; 246 kB). DIW, 2011, S. 11.
37. ↑  Joachim R. Frick, Markus M. Grabka: Gestiegene Vermögensungleichheit in Deutschland. (PDF; 276 kB). In: DIW Wochenbericht. Nr. 4/2009, S. 57.
38. ↑  Markus M. Grabka, Christian Westermeier: Anhaltend hohe Vermögensungleichheit in Deutschland. (PDF; 616 kB) In: DIW Wochenbericht. Nr. 9/2014, S. 151–164.
39. ↑  Thomas Öchsner: Vermögensschere in Deutschland: Arme bleiben arm, Reiche werden reicher. In: sueddeutsche.de. 26. Februar 2014.
40. ↑  Christian Westermeier, Markus M. Grabka: Große statistische Unsicherheit beim Anteil der Top-Vermögenden in Deutschland. (PDF; 618 kB) In: DIW Wochenbericht. Nr. 7/2015, S. 132.
41. ↑  Carsten Schröder, Charlotte Bartels, Konstantin Göbler, Markus M. Grabka, Johannes König: MillionärInnen unter dem Mikroskop: Datenlücke bei sehr hohen Vermögen geschlossen – Konzentration höher als bisher ausgewiesen (= Deutsches Institut für Wirtschaftsforschung [Hrsg.]: DIW Wochenbericht. Nr. 29/2020). 2020, ISSN 0012-1304, S. 511–521 (diw.de [PDF; 503 kB] Link zur DIW Wochenbericht.).
42. ↑  Superreiche an die Kasse – 99-Prozent-Initiative: Frontalangriff auf die Ungleichheit. 2. September 2021, abgerufen am 3. September 2021.
43. ↑  Gesamtschweizerische Vermögenssteuerstatistik der natürlichen Personen 2021. In: Bundesamt für Statistik. Eidgenössische Steuerverwaltung, abgerufen am 5. Juni 2025.
44. ↑  Richest 1% of Americans Close to Surpassing Wealth of Middle Class. In: Bloomberg. Abgerufen am 2. August 2020.
45. ↑  Financial world dominated by a few deep pockets. September 2011; Band 180, Nr. 7, S. 13. Science News. The network of global corporate control. (PDF; 2,0 MB).
46. ↑  Dieter Brümmerhoff: Finanzwissenschaft. 10. Auflage. 2011, ISBN 978-3-486-70261-3, S. 297.
47. ↑  Jahresgutachten des Sachverständigenrates 2009/2010, S. 327 ff (online. (Memento vom 25. November 2011 im Internet Archive; PDF; 455 kB)).
48. ↑  Michael Hartmann: Der Mythos von Leistungseliten. auf: campus.de.
49. ↑  Rezension zu Michael Hartmann: Der Mythos von den Leistungseliten. auf: deutschlandfunk.de.
50. ↑  Repairing the rungs on the ladder. In: The Economist. 9. Februar 2013.
51. ↑  Serge Halimi: Der wahre Skandal: Soziale Ungleichheit untergräbt die Demokratie. In: Le Monde Diplomatique, 10. Mai 2013.
52. ↑  Joseph E. Fargione u. a.: Entrepreneurs, Chance, and the Deterministic Concentration of Wealth. 21. Juli 2011; doi:10.1371/journal.pone.0020728
53. ↑  Statistische Eigenschaften von Finanzzeitreihen. auf: quantaddict.wordpress.com
54. ↑  Alle drei bis vier Jahre eine Jahrhundertkrise? auf: morningstar.de
55. ↑  Vorlesungsskript Uni Wien, Stochastisches Modell für Aktienkurse (PDF; 0,1 MB).
56. ↑  Doppelinterview mit Reiner Hoffmann und Rainer Dulger: „Das Gebot der Stunde sind Investitionen“ – „Gute Politik kann man auch ohne viel Geld machen“. Abgerufen am 3. September 2021.
57. ↑  Jahresgutachten des Sachverständigenrates 2009/2010, S. 330 ff (online. (Memento vom 25. November 2011 im Internet Archive; PDF; 455 kB)).
58. ↑  A. B. Atkinson: The Economics of Inequality. Oxford 1975, S. 5–6.
59. ↑  M. Paglin: The measurement and Trend of Inequality, A Basic Revision. In: American Economic Review. Vol. 65, Nr. 4, 1975, S. 598–609.
60. ↑  Grundeigentum (Statistisches). In: Meyers Konversations-Lexikon. 4. Auflage. Band 7, Verlag des Bibliographischen Instituts, Leipzig/Wien 1885–1892,  S. 864.
61. ↑  Friedrich-Wilhelm Henning: Handbuch der Wirtschafts- und Sozialgeschichte Deutschlands im 19. Jahrhundert. Band 2, 1996, S. 769–770.